# Épinoy
Épinoy è un comune francese di 549 abitanti situato nel dipartimento del Passo di Calais nella regione dell'Alta Francia. Ha dato i natali a san Drogone nel 1118.

## Storia

### Simboli
Nello stemma comunale, adottato nel 1994, sono affiancati gli emblemi delle famiglie che in passato detenevano la signoria sul territorio: i De Werquignoeul del VI secolo (d'armellino, al crescente montante di nero), e i De Tournay d'Assignies del XVIII secolo (d'oro, a tre leoni nascenti di rosso, armati e lampassati d'azzurro).

### Onorificenze
- Croix de guerre 1914-1918

## Società

### Evoluzione demografica
Abitanti censiti